# Placówka Straży Celnej „Prądówka”

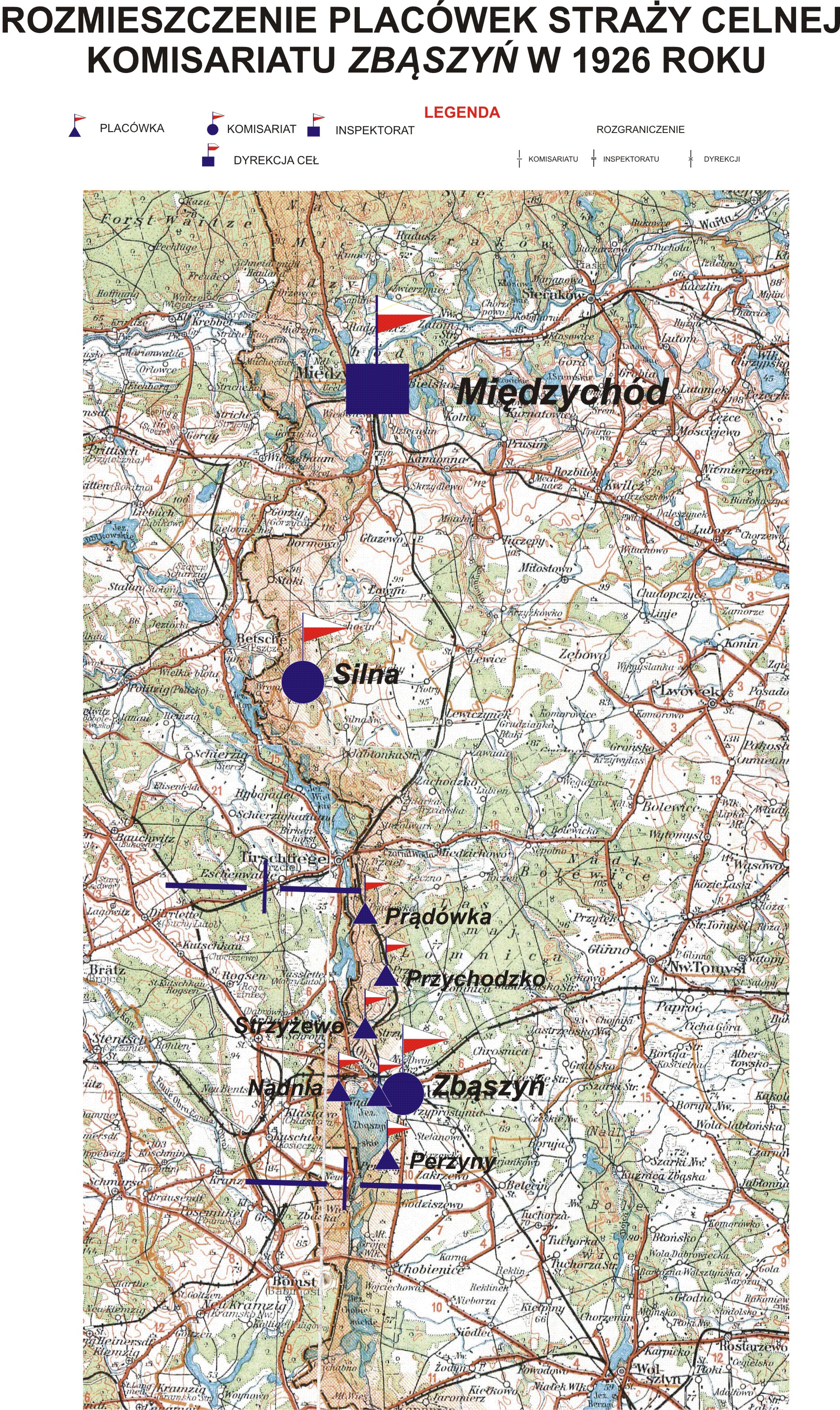
Rozmieszczenie placówek Straży Celnej Komisariatu Zbąszyń

Placówka Straży Celnej „Prądówka” – jednostka organizacyjna Straży Celnej pełniąca w okresie międzywojennym służbę ochronną na granicy polsko-niemieckiej.

## Formowanie i zmiany organizacyjne
Na wniosek Ministerstwa Skarbu, uchwałą z 10 marca 1920 roku, powołano do życia Straż Celną. Od połowy 1921 roku jednostki Straży Celnej rozpoczęły przejmowanie odcinków granicy od pododdziałów Batalionów Celnych. W 1921 roku w Zbąszyniu stacjonował sztab 1 kompanii 17 batalionu celnego. Kompania wystawiała między innymi placówkę w Prądówce. W 1922 roku w Przymuszewie stacjonował sztab 4 kompanii 17 batalionu celnego. 4 kompania celna wystawiła między innymi placówkę w Prądówce. Proces tworzenia Straży Celnej trwał do końca 1922 roku. Placówka Straży Celnej „Prądówka” weszła w podporządkowanie komisariatu Straży Celnej „Zbąszyń” z Inspektoratu SC „Międzychód”.
W drugiej połowie 1927 roku przystąpiono do gruntownej reorganizacji Straży Celnej. W praktyce skutkowało to rozwiązaniem tej formacji granicznej. Ochronę północnej, zachodniej i południowej granicy państwa przejęła powołana z dniem 2 kwietnia 1928 roku Straż Graniczna. W strukturach nowo powstałej formacji placówki „Prądówka” nie odtworzono.

## Funkcjonariusze placówki
Kierownicy placówki
| stopień    | imię i nazwisko, numer  | okres pełnienia służby | kolejne stanowisko |
| ---------- | ----------------------- | ---------------------- | ------------------ |
| przodownik | Wincenty Urbański (460) | był w 1926             |                    |

Obsada personalna placówki w 1926:
- przodownik Wincenty Urbański (460)
- starszy strażnik Józef Sik (1283)
- strażnik Stanisław Fröhlich (1102)
- strażnik Marcin Wildaczyk (1343)
- strażnik Józef Geisler (1061)
- strażnik Michał Jakubiak (1087)
- strażnik Waldemar Paluszkiewicz (786)
- strażnik Stanisław Szwarc (899)
- strażnik Antoni Smok (214)
- strażnik Dominik Mróz (3194)
- strażnik Franciszek Chojnacki (555)